# 高一峰
高一峰（1915年—1972年），1915年出生於山西省徐溝縣，為戰後渡海來台前輩藝術家。生前較少相關研究論及，21世紀初由國立歷史博物館、台灣創價學會等機關單位前後為其舉辦紀念展，以及透過今日台灣藝術史的整理與編寫，高一峰已被認為是戰後台灣水墨畫壇重要的畫家之一。

## 生平
1915年出生於山西省徐溝縣，高氏家境尚稱富裕，世代經營錢莊。自小喜愛繪畫，同時學習金石、書法與木刻。二十三歲進入北平京華美專就讀，主修西畫。後專注於水墨創作，由於高氏推崇白石老人的創作主題，並喜愛八大山人的荒寒簡練筆法，成為高一峰日後繪畫風格基礎來源:379-380。
1940年，因中日戰爭激烈，高氏暫停京華美專學業返回徐溝探親，並結識張素蓉，並於翌年結婚:21；1942冬天，高氏參加駐防綏遠臨河縣的傅作義部隊並擔任三民主義青年團繪製抗戰宣傳畫的工作，此行一去長達八年，期間從事製作木刻版畫，這趟外蒙的旅程，深深影響其往後的藝術創作:380。
1950年，因岳父張慶恩先生時任職於台灣情報局，夫妻攜帶子女共四人，自西北輾轉廣東，與妻子分別進入澳門與香港，會合後再一同逃到台灣。來台後由岳父介紹，經調查局委託繪製史蹟繪畫:30-31。高氏最初主要是背負著政治目的來台從事情報工作，後因任務失敗，自此遭受監控，全家經濟陷入困境。高氏與朋友合開廣告社，但只維持年餘而結束，後因左眼病變摘除，但高氏仍堅持靠單眼作畫，不減其對繪畫之熱愛:380-382。
1954年，高一峰得一機會前往台中中學任教，此時期為高氏一生創作之巔峰時期，今日看見高氏留下的作品，大多數為此時期之創作。 1961年因獲國立藝專（今國立台灣藝術大學）聘任遷回台北，此時因精神狀況不佳身體健康逐漸走向下坡:387。 
1966年夫人病逝，高氏身心深受打擊，身體狀況急轉直下，隔年被送往花蓮玉里療養院，晚年期間在此接受住院治療，最終於1972年病逝，得年58歲。

## 展覽經歷
高一峰在台舉辦過三次個展，1954高氏前往台中一中任教，1956年7月台中圖書館舉辦了高氏首次個展，展出57幅作品；同年12月於台北市中山堂展出80餘幅馬、西北風光及小品。1957年6月於台北市中山堂舉辦第二次個展，並在中美經濟協會續展2天。1960年第三次個展。1961年時任國立藝專美術科主任鄭月波先生邀請高氏到該校任教:6-9。2004年國立歷史博物館舉辦「閒描瘦影：高一峰的藝術世界」紀念展，2009年台灣創價學會舉辦「人間的孤高──高一峰水墨藝術」展。 

## 繪畫風格
高一峰一生創作媒材多元，除了早年從事木刻板畫、漫畫之外，還包含了水墨、水彩、油畫、書法、雕塑等。在京華美專就讀時因主修西畫，接受西方繪畫觀念，潛心磨練素描，奠定了後來高一峰轉為發展水墨畫時表現寫實題材的基礎:114，常見題材有中國西北荒野的回憶、駿馬、駱駝，習慣以簡筆寫意畫作傳達塞外蒼茫的天地景色；此外，高氏創作的另一主題為描繪台灣現實日常生活、鄉情野趣的記寫，如街上吆喝的小販、賣藥郎中、纏小腳的老祖母等人物畫作，個性鮮活，記錄了50年代台灣社會人生百態寫照。
高一峰除了上述對大自然以及民間生活百態的的繪寫紀錄以外，許多畫作亦藉主題表現個人生命歷程的際遇，如〈賣唱者（二）〉、〈夫子象〉、〈自畫像二〉、〈好聲〉、〈天國之音〉等作品皆傳達著他的一生生活寫照與心境:386-398。